# アーロン・クック
アーロン・レイン・クック（Aaron Lane Cook, 1979年2月8日 - ）は、アメリカ合衆国のケンタッキー州出身のプロ野球選手（投手）。右投右打。

## 経歴

### ロッキーズ時代
1997年にドラフト2巡目でコロラド・ロッキーズから指名を受け、7月13日に契約。
2002年8月9日にメジャー初昇格を果たし、8月10日のシカゴ・カブス戦でメジャーデビュー。13点ビハインドの6回表から登板し、2回を投げ本塁打を含む2安打1失点だった。この年は先発での登板も含めて9試合に登板。防御率4.54、2勝1敗という成績を記録した。
2003年は開幕から先発ローテーションに入って投げていたが、成績が振るわなかった為、6月16日にAAA級コロラドスプリングス・スカイソックスへ降格となった。AAA級では2試合に登板し、1勝1敗、防御率2.25だった。7月4日にメジャー昇格となったが、その後も不安定な投球が続き、防御率は6.02という数値になってしまった。
2004年も開幕から先発ローテーション入り。防御率も4.00台をキープしていた。しかし、8月7日のシンシナティ・レッズ戦で、3回に目眩を起こし、降板。病院で検査を受けた結果、両方の肺に血栓がある事が分かり、手術を受ける事になった。8月8日に15日間の故障者リスト入りし、残りのシーズンを欠場した。10月4日に故障者リストから外れた。
2005年3月30日に再び15日間の故障者リスト入りした。7月30日に復帰。13試合の先発登板で7勝2敗、防御率3.67という成績を記録。逆境を乗り越えて復活した選手に贈られるトニー・コニグリアロ賞を受賞した。
2006年1月13日に球団と年俸調停を避け、総額455万ドル（2008年の球団オプション付き）の2年契約を結んだ。今まで、不安定な投球や故障などでシーズン途中での離脱を余儀なくされていたクックだったが、2006年は年間通じて先発ローテーションを守り登板。規定投球回にも達し、防御率4.23を記録した。しかし、QSを18（リーグ10位タイ）を記録したが、リリーフ陣が打たれ、得点の援護に恵まれず9勝（リーグ29位タイ）に終わった。
2007年は8月16日に脇腹の斜筋を痛め、15日間の故障者リスト入りし、そのままレギュラーシーズンを終え、8勝にとどまった。9月16日に60日間の故障者リストへ異動し、10月1日にリストから外れた。10月23日にプレーオフロースターに加わり、球団史上初となったワールドシリーズで3連敗で迎えた第4戦を志願して登板。6回3失点に抑えQSを記録したが、負け投手となりボストン・レッドソックスがワールドチャンピオンとなった。オフの10月31日に2年契約を満了したクックに対し、球団は450万ドルのオプションを行使し、2009年から新たに3年総額3,000万ドル（4年目は球団オプション）で契約延長した。
2008年は6月15日に初のシーズン10勝を達成し、7月1日のパドレス戦では79球でメジャー初完封を達成。また、試合時間はクアーズ・フィールドで行われた試合として最短記録の1時間58分だった。オールスターにも選出され、3回を無失点に抑えた。9月以降は1勝もできなかったが、球団記録の17勝に次ぐ16勝を挙げた。防御率は3.98を記録し、極端に打者有利の本拠地を持つロッキーズ所属の投手として初の「シーズン2桁勝利&防御率4点台未満」を達成した。
2009年も2年連続二桁勝利となる11勝を挙げたが、その後は成績が低下。8月22日に右肩を痛め、残りの試合を欠場した。
2010年8月5日に右足の親指の故障で15日間の故障者リスト入りした。9月3日に復帰したが、9月9日に右脚の骨折で残りの試合を欠場した。
2011年3月31日に指の負傷で15日間の故障者リスト入りし、4月14日に60日間の故障者リストへ異動。6月8日に復帰した。シーズン終了後の10月30日にFAとなった。

### レッドソックス時代
2012年1月20日にボストン・レッドソックスとマイナー契約を結んだ。メジャー昇格を果たせば150万ドルの年俸が支払われる。AAA級ポータケット・レッドソックスで開幕を迎え、5月3日にメジャーへ昇格。しかし、5月6日に左膝の故障で15日間の故障者リスト入りした。6月24日に復帰。この年は18試合に登板し、4勝11敗、防御率5.65だった。オフの10月29日にFAとなった。

### ロッキーズ復帰
2013年1月16日にフィラデルフィア・フィリーズとマイナー契約を結んだが、3月26日に放出された。3月28日に古巣・ロッキーズとマイナー契約を結んだ。AAA級コロラドスプリングスで8試合に登板し、0勝5敗、防御率8.15と結果を残せず、7月19日に放出された。

## 選手としての特徴
シンキング・ファストボールが、クック最大の武器。ロッキーズの本拠地であるクアーズ・フィールドは、標高約1600mの地点にある為、グラウンドボールピッチャーが望ましいが、クックは完璧にこのタイプの投手である。また、フォーシームやカットボールも交える事がある。また、2005年から制球力が目覚しく向上した。

## 詳細情報

### 年度別投手成績
| 年 度     | 球 団     | 登 板 | 先 発 | 完 投 | 完 封 | 無 四 球 | 勝 利 | 敗 戦 | セ 丨 ブ | ホ 丨 ル ド | 勝 率 | 打 者 | 投 球 回 | 被 安 打 | 被 本 塁 打 | 与 四 球 | 敬 遠 | 与 死 球 | 奪 三 振 | 暴 投 | ボ 丨 ク | 失 点 | 自 責 点 | 防 御 率 | W H I P |
| --------- | --------- | ----- | ----- | ----- | ----- | -------- | ----- | ----- | -------- | ----------- | ----- | ----- | -------- | -------- | ----------- | -------- | ----- | -------- | -------- | ----- | -------- | ----- | -------- | -------- | ------- |
| 2002      | COL       | 9     | 5     | 0     | 0     | 0        | 2     | 1     | 0        | 1           | .667  | 154   | 35.2     | 41       | 4           | 13       | 0     | 2        | 14       | 0     | 0        | 18    | 18       | 4.54     | 1.51    |
| 2003      | COL       | 43    | 16    | 1     | 0     | 0        | 4     | 6     | 0        | 1           | .400  | 579   | 124.0    | 160      | 8           | 57       | 7     | 8        | 43       | 10    | 0        | 89    | 83       | 6.02     | 1.75    |
| 2004      | COL       | 16    | 16    | 1     | 0     | 0        | 6     | 4     | 0        | 0           | .600  | 433   | 96.2     | 112      | 7           | 39       | 5     | 7        | 40       | 6     | 1        | 47    | 46       | 4.28     | 1.56    |
| 2005      | COL       | 13    | 13    | 2     | 0     | 0        | 7     | 2     | 0        | 0           | .778  | 357   | 83.1     | 101      | 8           | 16       | 2     | 2        | 24       | 3     | 0        | 38    | 34       | 3.67     | 1.40    |
| 2006      | COL       | 32    | 32    | 0     | 0     | 0        | 9     | 15    | 0        | 0           | .375  | 915   | 212.2    | 242      | 17          | 55       | 11    | 7        | 92       | 2     | 0        | 107   | 100      | 4.23     | 1.40    |
| 2007      | COL       | 25    | 25    | 2     | 0     | 1        | 8     | 7     | 0        | 0           | .533  | 698   | 166.0    | 178      | 15          | 44       | 6     | 6        | 61       | 0     | 0        | 87    | 76       | 4.12     | 1.34    |
| 2008      | COL       | 32    | 32    | 2     | 1     | 1        | 16    | 9     | 0        | 0           | .640  | 886   | 211.1    | 236      | 13          | 48       | 2     | 4        | 96       | 6     | 0        | 102   | 93       | 3.96     | 1.34    |
| 2009      | COL       | 27    | 27    | 1     | 1     | 0        | 11    | 6     | 0        | 0           | .647  | 675   | 158.0    | 175      | 19          | 47       | 2     | 2        | 78       | 2     | 0        | 76    | 73       | 4.16     | 1.41    |
| 2010      | COL       | 23    | 23    | 2     | 0     | 0        | 6     | 8     | 0        | 0           | .429  | 572   | 127.2    | 147      | 11          | 52       | 4     | 4        | 62       | 3     | 1        | 77    | 72       | 5.08     | 1.56    |
| 2011      | COL       | 18    | 17    | 0     | 0     | 0        | 3     | 10    | 0        | 0           | .231  | 441   | 97.0     | 127      | 9           | 37       | 5     | 5        | 48       | 3     | 0        | 67    | 65       | 6.03     | 1.69    |
| 2012      | BOS       | 18    | 18    | 1     | 1     | 1        | 4     | 11    | 0        | 0           | .267  | 411   | 94.0     | 117      | 15          | 21       | 1     | 1        | 20       | 2     | 0        | 68    | 59       | 5.65     | 1.47    |
| MLB：11年 | MLB：11年 | 256   | 224   | 12    | 3     | 3        | 76    | 79    | 0        | 2           | .490  | 6121  | 1406.1   | 1636     | 126         | 429      | 45    | 48       | 578      | 37    | 2        | 776   | 719      | 4.60     | 1.47    |

- 各年度の太字はリーグ最高